# Georgiy A'zamov
Georgiy Tojiyevich A'zamov (Taixkent, 6 de setembre de 1954 – Sevastopol, 27 d'agost de 1986) fou un filòleg i jugador d'escacs soviètic, que va tenir els títols de Mestre Internacional des de 1982 i de Gran Mestre des de 1984. Fou el primer Gran Mestre de l'Uzbekistan.
El seu màxim Elo fou de 2590 punts, a la llista d'Elo de la FIDE de gener de 1985.

## Resultats destacats en competició
El 1966, a 12 anys, fou campió local de la seva ciutat, Almalyk (Olmaliq) a la província de Taixkent, a l'Uzbekistan central. El 1971, fou 2n al campionat júnior de l'URSS, celebrat a Riga.
El 1973 participà per primer cop al campionat de l'Uzbekistan, una competició que va guanyar dos cops, el 1976 (empatat amb el GM Valery Loginov) i el 1981.
Entre els seus resultats en torneigs destaquen un primer lloc a Belgrad 1982; 1r a Vršac 1983; 1r a Sotxi 1984; 1r a Taixkent 1984 (Memorial Txigorin); 1r a Bogotá 1984; 2n a Potsdam 1985, i 1r a Calcuta 1986.
El 1986, després d'haver acabat de jugar un torneig a Sevastopol, a Crimea, va morir d'accident, quan estava fent senderisme, i va caure per un barranc, on va quedar atrapat entre dues roques. D'altres excursionistes van sentir els seus crits d'auxili, però estava massa avall, i quan varen arribar els equips de rescat, ja era massa tard.

### Memorial Georgiy A'zamov
Des del 2007 se celebra el Memorial Georgiy A'zamov a Taixkent.